# Margaritone de Bríndisi
Margaritone de Brindisi (Margarito di Brindisi) fou un pirata de la Pulla, d'origen grec, que va esdevenir almirall de Sicília el 1184.
El 1185 va ocupar Cefalònia i es va proclamar comte palatí i senyor de Cefalònia i Zante. El rei Tancred de Sicília el va fer comte de Malta el 1192. El 1194 al morir Tancred el va succeir el seu fill menor Guillem sota regència de la mare Sibil·la, i l'emperador Enric IV, amb l'ajut genovès, va ocupar Palerm i es va coronar a si mateix el dia de Nadal del 1194. El nou rei va donar el comtat de Malta a Guillem Grasso, un genovès, mentre Margaritone era tancat a la presó el 1197 després d'una revolta, i va morir abans del 1203.
Va deixar un fill: Guillem de Brindisi, que fou comte de Malta mort vers el 1204, i que va deixar només una filla (casada amb Enrico Pescatore, comte de Malta); i dues filles, de noms desconeguts, casades respectivament amb Leone Vetrano (senyor de Corfù executat el 1206) i Ricard Orsini (tronc dels comtes de Cefalònia).